# Пісня про Гаявату

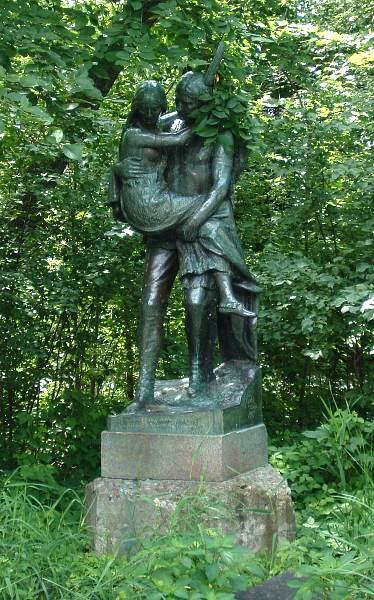
Статуя Гайавати, що несе Міннегагу в Парку Міннегаги Міннеаполіс, Міннесота

«Пісня про Гаява́ту» (англ. The Song of Hiawatha) — класична пам'ятка світової літератури, епічна поема пера американського поета та перекладача Генрі Лонгфелло, в основі якої легенди індіанців племен ірокезів й оджибве. Видана в США в листопаді 1855 року і відтоді її багаторазово перевидавали.
Її будова і віршований розмір (чотиристопний хорей) запозичені з карельського епосу «Калевала».

## Історія
Хоча ім'я головного героя автор обрав ім'я легендарного вождя індіанців, цей образ є збірним: за словами Лонгфелло, поема заснована на легендах «про людину чудового походження», послану до людей для того, щоб «розчистити їхні річки, ліси та рибальські місця та навчити народи мирним мистецтвам».
Лонгфелло називав джерелом своєї поеми роботи етнографа Генрі Роу Скулкрафта (англ. Henry Rowe Schoolcraft), зокрема, книги «Алґські дослідження» (англ. Algic Researches) й «Історія, умови життя та перспективи індіанських племен США» (англ. History, Condition and Prospects of the Indian Tribes of the United States).
Поема вийшла друком у США у листопаді 1855 року і відразу прийнята широким колом читачів. З того часу вона багаторазово перевидавалася (за пів року після свого першого видання книгу перевидано 30 разів і перекладено майже всіма європейськими мовами).

## Сюжет
Дія поеми відбувається «в країні оджибвеїв, на південному березі Гітчі-Гюмі, Верхнього озера, між Мальовничими Скелями та Великими Пісками». Поема починається з народження Гаявати та закінчується його відходом у царство мертвих невдовзі після прибуття білих колонізаторів.
Гітчі Маніто, «Владика Життя», закурює люльку миру та скликає всі індіанські племена, звертаючись до них з закликом закінчити війни один з одним і жити у мирі, чекаючи того дня, коли в ньому з'явиться Пророк, який вкаже їм «шлях до спасіння».
Бабусею Гаявати була «дочка нічних світил» Нокоміс, що впала з Місяця на Землю. Її дочка Венона народила сина Гаявату від Меджеківіса, західного вітру, проте сама невдовзі померла, бо Меджеківіс залишив її. Гаявата виріс, став сміливим і спритним мисливцем. Він вирішив помститися своєму жорстокому батькові, проте безсмертний Меджеківіс, побачивши силу сина, закликав його повернутися до свого народу. Під час посту Гаявата знайомиться з «другом людей» Мондамін і долає його, так що згодом Мондамін (маїс) дає людям свої плоди. Гаявата будує пірогу та підкорює «царя всіх риб» Міші-Наму (осетра). Він бореться зі злим чарівником Меджісогвоном і вбиває його.
Гаявата закохується у Міннегагу, доньку майстра, який виготовляє наконечники для стріл, з племені дакота. Хоча Нокоміс відмовляє його від шлюбу з «чужоземкою», він сватається до Міннегаги й отримує її згоду. Гаявата справляє весілля, на якому По-Пок-Ківіс виконує танець, Чайбаябос співає, а Ягу розповідає легенду про чарівника Оссео, який зійшов з Вечірньої Зорі, та його коханої, красуні Овіні. Міннегага благословляє поля, обходячи їх оголеною, а Гаявата перемагає царя-ворона Кагагі, залишаючи його у себе бранцем. Потім Гаявата винаходить письмена для індіанців, щоб вони могли зберігати свою історію та передавати повідомлення на відстані.
Друг Гаявати, Чайбаябос, гине через підступи духів, які позаздрили цій дружбі. По-Пок-Ківіс знайомить індіанців з грою в кістки, виграючи у них багато різного майна, а потім повстає проти Гаявати, вбиваючи Кагагі та розоряючи вігвам Гаявати. Він тікає від Гаявати, перетворюючись у різних тварин (бобра, казарку), але потім Гаявата наздоганяє його, прирікаючи ширяти в небі подібного до Бойового Орла. «Злісні пігмеї» Пок-Веждіс підстерігають могутнього богатиря Квазінда, і він тоне у річці.
Одного разу під час суворої зими у вігвам Гаявати приходять дві жінки, привиди з Поніма, царства мертвих, і розповідають йому, як слід проводжати туди померлих. Через голод, що настав узимку, вмирає Міннегага, і Гаявата чотири дні палить багаття над її могилою, як казали привиди. Але знову приходить весна, з подорожі повертається Ягу, який розповідає про велике безкрайнє озеро з солоною водою та про величезну пірогу, на якій до їхньої країни припливли білі чужинці. Йому не вірять, але Гаявата каже, що він мав таке ж видіння і що чужинців треба зустріти з почестями. Коли європейці приходять до Гаявати, він надає їм свій вігвам. Європейський місіонер розповідає індіанцям про Діву Марію та Христа. Гаявата, наказавши племенам слухати настанови гостей, яких Владика Життя «прислав із царства світла», сам відпливає по річці Гітчі-Гюмі в бік заходу сонця, у країну Поніма.

## Структура поеми
Структурно поема складається з прологу, епілогу і 21 частини:
| - ПРОЛОГ - I. ЛЮЛЬКА ЗГОДИ - II. ЧОТИРИ ВІТРИ - III. ДИТИНСТВО ГАЯВАТИ - IV. ГАЯВАТА І МЕДЖЕКІВІС - V. ПІСТ ГАЯВАТИ | - VI. ДРУЗІ ГАЯВАТИ - VII. ЧОВЕН ГАЯВАТИ - VIII. ГАЯВАТА І МІШЕ-НАМА - IX. ГАЯВАТА І ПЕРЛИСТЕ ПЕРО - X. СВАТАННЯ ГАЯВАТИ - XI. ВЕСІЛЛЯ ГАЯВАТИ | - XII. СИН ЗОРІ ВЕЧІРНЬОЇ - XIII. БЛАГОСЛОВЕННЯ ЛАНІВ - XIV. ПИСЬМО - XV. ПЛАЧ ГАЯВАТИ - XVI. ПО-ПОК-КІВІС - XVII. ПОГОНЯ ЗА ПО-ПОК-КІВІСОМ | - XVIII. СМЕРТЬ КВАЗІНДА - XIX. ПРИВИДИ - XX. ГОЛОД - XXI. СЛІД БІЛОГО - ЕПІЛОГ |

## Значення
Німецький поет Фердинанд Фрейліграт, який зробив переклад поеми німецькою мовою, у передмові до перекладу написав, що Лонгфелло «відкрив американцям Америку у поезії» і «перший створив суто американську поему». Сам Лонгфелло назвав свою поему «індіанською Еддою».

## Українські переклади

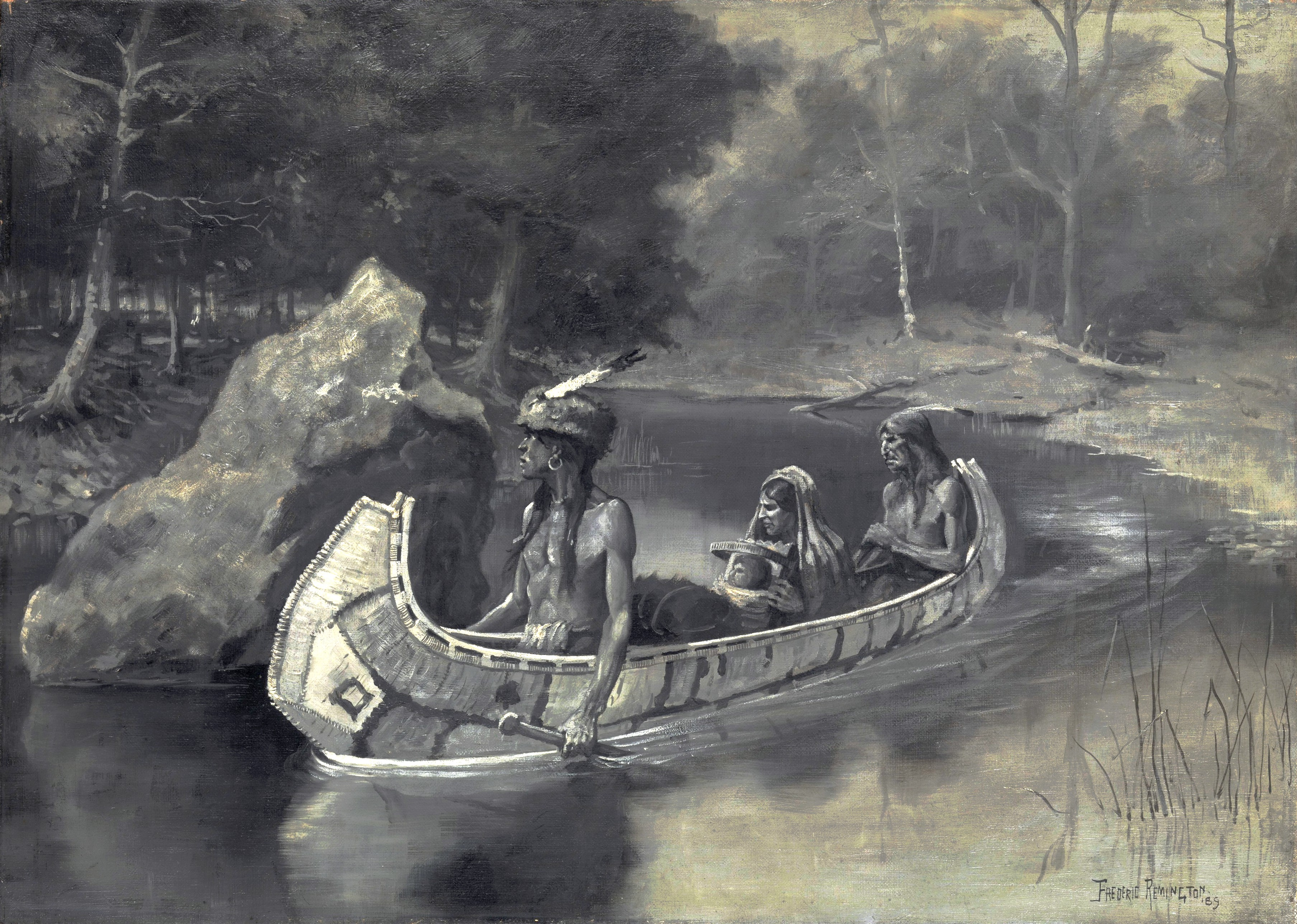
«Два було у Гаявати, Два незмінних вірних друга. Серце, душу Гаявати Знали в радощах і в горі Тільки двоє: дужий Квазінд І музика Чайбаябос». Фредерік Ремінгтон, 1889

Вперше поема з'явилася в україномовному варіанті з-під пера письменника і перекладача Панаса Мирного. Уривки з «Думи про Гайавату» (заспів І, III, IV, X, XIX, XX та XXII пісні) під загальною назвою «Декілька пісень про Гайавату» були опубліковані у 1904 році у київській літературній збірці «На вічну пам'ять Котляревському». Втім, повний текст перекладу з'явився лише у сьомому томі зібрання творів Панаса Мирного (1971).

Оцінку йому дав Іван Франко: 
«Найбільшу несподіванку зробив, одначе, нашому письменству Панас Мирний, що з першорядного прозаїста перескочив із молодечою вервою на поле віршової мови і дав нам прегарний переклад „Декількох пісень про Гайавату“ американського поета Генрі Лонґфелло. „Гайавата“ — се, як відомо, сміла проба освіченого чоловіка створити національну епопею червоношкірих індіан на основі їх вірувань та усних традицій. Вона подекуди і тоном і змістом нагадує фінську „Калевалу“, хоча все-таки далеко більше має на собі печать індивідуальної творчості великого поета Лонґфелло. Присвоєння нашій літературі сеї поеми, та ще й до того майстерським пером Мирного, треба вважати значним здобутком і побажати лише, щоб шановний автор не обмежився „декількома піснями“, а дав нам якнайшвидше переклад усеї поеми». 
У роботі було використано класичний російський переклад Івана Буніна, адже Мирний не володів англійською. Відомий радянський перекладознавець Р. Зорівчак вказала на головні недоліки перекладу: 
«Якщо на зламі XX ст. абсолютні українізми, реалії українського побуту в нашій перекладній літературі сприймалися як щось цілком природне, то нині в тексті американської поеми з індіанського життя аж ніяк не звучать слова типу „курінь“, „кобзар“. До того ж техніка віршування Панаса Мирного досить недосконала, — особливо порівняно з Олександром Олесем та Костянтином Шмиговським».

У 1912 р. поему перекладає Олександр Олесь. Ця версія вперше була опублікована в «Літературно-науковому віснику», а у 1923 році у Катеринославі (нині Дніпро) вийшла окремим виданням. Як і Мирний, Олесь створив українську версію, користуючись не оригіналом, а текстом російського перекладу поеми Буніна, адже не володів ані англійською, ані французькою мовами (відомо, що не з першотвору, а з французького варіанту перекладав і Бунін). Автор анонімної передмови до перекладу, що вийшов окремим виданням 1923 року, дає йому оцінку: 
«…прекрасний і художній по формі, повний і художньо близький до оріґіналу, зроблений співучим віршом». 
Відчуваючи недосконалість першого варіанту перекладу поеми, Олесь у 1914 році переїздить у затишну Пущу-Водицю, аби розпочати роботу над другим варіантом. До нього тричі на тиждень приїздить знавець англійської мови Кучапський і робить підрядкову (чорнову) версію перекладу оригіналу на російську мову. Копії обох варіантів зберігаються в архіві ЦНБ ім. В. І. Вернадського (ф. ХУ, № 877 і № 878). Якщо перший варіант збережений весь, то другого, неопублікованого, в архіві є тільки 22 аркуші (пролог і перші чотири розділи поеми). На цій же копії вказано, що другий переклад був цілий, але загинув за невідомих обставин у 1919—1922 рр. Цей український переклад поеми набув поширення завдяки тиражному радянському виданню 80-х у м'якій обкладинці (Київ, «Веселка», 1983). Книжка вийшла під редакцією відомого перекладача Віктора Коптілова і містила незначні скорочення. Також поема увійшла у двотомник творів Олеся, виданий у 1990 році видавництвом «Дніпро». «Пісня про Гайавату» в інтерпретації Олеся отримала переважно схвальні відгуки сучасників. Втім, і цей варіант не став взірцевим. Теоретик і практик перекладацького мистецтва Зорівчак зазначила: 
«Переклад Олеся — це творча праця на найвищому регістрі, музична структура слововислову блискуча, з версифікаційного погляду інтерпретація досконала. Та все ж відчувається, що Олесь не обходився без допомоги Буніна». Особливості цього перекладу визначає Я. Кривонос: «відчутний вплив літературної традиції мови перекладу; найбільша кількість випадків (порівняно з О. Соловей та К. Шмиговським) опущення метафори або трансформації метафоричного образу оригіналу внаслідок звернення до конвенційних метафор мови перекладу там, де інші перекладачі на практиці доводять можливість точнішого відтворення метафори оригіналу».
1957 року в Україні вийшов друком ще один повний переклад поеми, автором якого став Костянтин Шмиговський. Саме цей переклад (Київ, «Державне видавництво художньої літератури», 1957) радянські та сучасні українські літературознавці визнали найближчим до оригіналу й найвдалішим поетично. Це і єдиний в історії україномовних варіантів повний переклад, здійснений з англомовного оригіналу за виданням The Song Of Hiawatha by Henry Wadsworth Longfellow, Houghton Mifflin Company (1883). Втім, попри літературну майстерність, переклад Шмиговського був виданий лише один раз, у естетичному подарунковому форматі, накладом 8 тис. примірників, і в наступні роки не побачив перевидань, перетворившись на букіністичну рідкість.
Уривки з «Пісні про Гайавату» переклав Микита Мандрик (надруковані у його збірці. «Золота осінь», Вінніпег, 1958).
1965 у Вінніпезі опубліковані окремим виданням «Заспів» та чотири розділи «Пісні про Гаявату» в українському перекладі Оксани Соловей з післямовою К. Филипович «Г. В. Лонгфелло — літературний піонер своєї доби».

## Видання поеми українською мовою
- Пісня про Гайавату. К., 1957; [Вірші]. «Вітчизна», 1957, № 8;
- [Вірші]. В кн.: Співець. К., 1972;
- Пісня про Гайавату [фрагм.]. «Всесвіт», 1982, № 3;
- Пісня про Гайавату. К., 1983;
- [Вірші]. В кн.: Світовий сонет. К., 1983;
- [Вірші]. В кн.: Мисик В. Твори, т. 2. К., 1983;
- [Вірші]. В кн.: Грабовський П. Вибрані твори, т. 1. К., 1985;
- Пісня про Гайавату [фрагм.]. «Всесвіт», 1987, № 7;
- Смеркається. — Крила ночі… В кн.: Кочур Г. Друге відлуння. К., 1991.

## Українська радянська літературознавча думка
- Устенко Г. О. Викриття расової дискримінації в «Піснях про невільництво» Генрі Лонгфелло. «Наукові записки Одеського педагогічного інституту іноземних мов», 1958, т. 3;
- Устенко Г. О. Основні мотиви ліричної поезії Лонгфелло 20 — 30-х років XIX ст. «Іноземна філологія», 1971, в. 26;
- Зорівчак Р. Генрі Лонгфелло українською мовою. «Всесвіт», 1982, № 3;
- Драч І. «Пісня про Гайавату» Генрі Лонгфелло. В кн.: Драч І. Духовний меч. К., 1983.

## Екранізація
- «Люлька миру» (1979, український мультфільм студії «Київнаукфільм» за мотивами «Пісні про Гайявату», реж. Ірина Гурвич)